# فقه وراثت اسلامی
فقه وراثت اسلامی (انگلیسی: Islamic inheritance jurisprudence)، بخشی از فقه (عربی: فقه‎) است که به ارث می‌پردازد، موضوعی که به‌طور برجسته در قرآن به آن پرداخته شده است. غالباً به آن میراث ((عربی: میراث‎، به معنای واقعی کلمه «ارث») می‌گویند و شاخه آن از احکام اسلام به‌عنوان «علم الفرائح» (عربی: علم الفرائض‎، «علم منصوب»» شناخته می‌شود.